# بيرت ميليتشيب
بيرت ميليتشيب (بالإنجليزية: Bert Millichip)‏، من مواليد 5 أغسطس 1914، وتوفي في 18 ديسمبر 2002، لاعب كرة قدم إنجليزي سابق، ورئيس الإتحاد الإنجليزي لكرة القدم سابقا.
لعب مع نادي وست برومتش ألبيون.
ترأس الاتحاد الإنجليزي في عام 1981 وقد استقال في عام 1996.